# Ornithospila moluccensis
Ornithospila moluccensis là một loài bướm đêm trong họ Geometridae.